# Ihor Hławan
Ihor Hławan (ur. 25 września 1990 w Kirowohradzie) – ukraiński lekkoatleta specjalizujący się w chodzie sportowym, uczestnik igrzysk olimpijskich, mistrz i rekordzista kraju.
W 2012 reprezentował Ukrainę na igrzyskach olimpijskich w Londynie, zajmując 18. miejsce w chodzie na 20 kilometrów. Srebrny medalista uniwersjady w klasyfikacji drużynowej chodziarzy (2013). W tym samym roku był czwarty w chodzie na 50 kilometrów podczas mistrzostw świata w Moskwie. Szósty chodziarz mistrzostw Europy (2014). W 2015 sięgnął po złoto uniwersjady oraz zajął 4. miejsce w chodzie na 20 kilometrów podczas mistrzostw świata w Pekinie. W 2017 został ukarany trzyletnią dyskwalifikacją za stosowanie niedozwolonego dopingu; anulowano mu m.in. czwarte miejsce w chodzie na 50 kilometrów podczas mistrzostw świata w Londynie.
Wielokrotny złoty medalista mistrzostw Ukrainy oraz reprezentant kraju w pucharze świata i Europy w chodzie.
Rekordy życiowe: chód na 20 kilometrów – 1:19:59 (4 maja 2014, Taicang); chód na 35 kilometrów – 2:31:26 (18 maja 2025, Podiebrady); chód na 50 kilometrów – 3:40:39 (14 sierpnia 2013, Moskwa) rekord Ukrainy.

## Osiągnięcia
| Rok  | Impreza                                          | Miejsce        | Konkurencja                       | Lokata      | Wynik   |
| ---- | ------------------------------------------------ | -------------- | --------------------------------- | ----------- | ------- |
| 2012 | Puchar świata w chodzie sportowym                | Sarańsk        | chód na 50 kilometrów             | 12. miejsce | 3:51:24 |
| 2012 | Igrzyska olimpijskie                             | Londyn         | chód na 50 kilometrów             | 18. miejsce | 3:48:07 |
| 2013 | Puchar Europy w chodzie sportowym                | Dudince        | chód na 50 kilometrów             | 4. miejsce  | 3:46:09 |
| 2013 | Uniwersjada                                      | Kazań          | chód na 20 kilometrów             | 6. miejsce  | 1:22:32 |
| 2013 | Uniwersjada                                      | Kazań          | chód na 20 kilometrów (drużynowo) | 2. miejsce  |         |
| 2013 | Mistrzostwa świata                               | Moskwa         | chód na 50 kilometrów             | 4. miejsce  | 3:40:39 |
| 2014 | Puchar świata w chodzie sportowym                | Taicang        | chód na 20 kilometrów             | 7. miejsce  | 1:19:59 |
| 2014 | Mistrzostwa Europy                               | Zurych         | chód na 50 kilometrów             | 6. miejsce  | 3:45:08 |
| 2015 | Puchar Europy w chodzie sportowym                | Murcja         | chód na 20 kilometrów             | 5. miejsce  | 1:21:24 |
| 2015 | Uniwersjada                                      | Gwangju        | chód na 20 kilometrów             | 6. miejsce  | 1:23:56 |
| 2015 | Uniwersjada                                      | Gwangju        | chód na 20 kilometrów (drużynowo) | 1. miejsce  |         |
| 2015 | Mistrzostwa świata                               | Pekin          | chód na 20 kilometrów             | 4. miejsce  | 1:20:29 |
| 2015 | Mistrzostwa świata                               | Pekin          | chód na 50 kilometrów             | –           | DQ      |
| 2016 | Drużynowe mistrzostwa świata w chodzie sportowym | Rzym           | chód na 50 kilometrów             | 3. miejsce  | 3:44:02 |
| 2016 | Igrzyska olimpijskie                             | Rio de Janeiro | chód na 20 kilometrów             | 35. miejsce | 1:23:32 |
| 2017 | Puchar Europy w chodzie sportowym                | Podiebrady     | chód na 50 kilometrów             | 2. miejsce  | 3:48:38 |
| 2017 | Mistrzostwa świata                               | Londyn         | chód na 50 kilometrów             | DSQ         | 3:41:42 |
| 2017 | Uniwersjada                                      | Tajpej         | chód na 20 kilometrów             | DSQ         | 1:30:39 |
| 2021 | Drużynowe mistrzostwa Europy w chodzie           | Podiebrady     | chód na 50 kilometrów             | DSQ         | 2:32:50 |
| 2023 | Drużynowe mistrzostwa Europy w chodzie           | Podiebrady     | chód na 35 kilometrów             | 9. miejsce  | 2:32:50 |
| 2023 | Mistrzostwa świata                               | Budapeszt      | chód na 35 kilometrów             | 33. miejsce | 2:45:18 |
| 2024 | Drużynowe mistrzostwa świata w chodzie           | Antalya        | sztafeta mieszana w chodzie       | 28. miejsce | 3:07:29 |
| 2024 | Mistrzostwa Europy                               | Rzym           | chód na 20 kilometrów             | 10. miejsce | 1:22:03 |
| 2024 | Igrzyska olimpijskie                             | Paryż          | chód na 20 kilometrów             | 40. miejsce | 1:24:52 |
| 2025 | Drużynowe mistrzostwa Europy w chodzie           | Podiebrady     | chód na 35 kilometrów             | 16. miejsce | 2:31:26 |